# Керинеја
Керинеја или Киренија (грч. Κερύνεια, Керинеја, тур. Girne, Гирне) је шести по величини и значају град на Кипру, у делу под турском окупацијом (тзв. Северни Кипар). Званично град је седиште истоименог округа Керинеја.

## Природни услови
Град Керинеја се сместио на северној обали острва Кипар. Од главног града Никозије Керинеја је удаљена 25 километара северно.
Рељеф Керинеја се налази на обали Средоземног мора, на 0-50 метара надморске висине. Иза града се стрмо издижу истоимене Керинејске планине, које Керинеју и северно приобаље Кипра одвајају од средишње постављене равнице Месаорије и главног града Никозије.
Клима у Керинеји је средоземна са елементима сушне, степске климе. Просечна годишња температура је чак 25 подеока, а падавина има мало — око 400 мм/м2.
Воде: Керинеја се налази у источном Средоземљу (познатом и као Левантско море). Град се одувек развијао као најважно пристаниште на северној обали острва. Старо градско језгро се развило око омањег залива на иначе слабо разуђеној северној обали Кипра.

## Историја
Иако је подручје данашње Керинеје насељено још од времена праисторије, прво познато насеље на данашњем месту града јавља је у време тројанских ратова, када је било насељено Ахајцима. Вековима је ово насеље било мало и без већег значаја. Од самог настанка насеље се развијало као пристаниште и трговиште на северној стани Кипра.
Керинеја добија на значају у хеленистичком добу, када се за њу боре Птолемеји и Антигониди. Град постаје једно од средишта Кипра и тако остаје и под староримском влашћу.
Од 395. године Керније и цео Кипар припали су Византији. У овом положају острво остаје вековима, а утицај Византије оставио је дубок траг на острво и град, видљив и до данас. 1192. године Керинеју и острво освајају Лизињани. Како је положај насеља био изваредан ускоро се ту јавља утврђени град са луком. 1372. године град преузима Ђенова, а потом, 1489. године Млеци, али град не губи значај и богатство.
1571. године Керинеју и цео Кипар освајају Турци Османлије. Под новим освајачима град значајно губи значај, али не пропада. Тада се у Керинеји граде нове грађевине и град добија источњачки изглед. Муслиманско становништво насељава утврђени град, док се хришћани протерују у предграђа.
Берлинским конгресом 1878. године Велика Британија добија Кипар за колонију. Иако Британци унапређују стање и повезују путем град са Никозијом, тешко економско питање доводи до исељавања месног становништва.
Независношћу Кипра 1960. године Керинеја поново добија на значају. Посебно се развија туристичка привреда. Међутим, већ 60-их година долази до првих трвења између већинских хришћанских Грка и Маронита (83%) и мањинских муслиманских Турака (15%).
1974. године турска војска је окупирала северну трећину Кипра, заједно са Керинејом. Месни Грци беже на југ земље и град остаје полупразан. Град већ деценијама пропада.

## Становништво
Керинеја данас има око 20 хиљада страновника у градским границама, готово у целости Турака. Већина њих су пресељеници из Турске, а мањи део води порекло од кипарских Турака.

## Привреда
После окупације 1974. године привреда Керинеје је нагло пропала и до данас се није опоравила. Град је данас слабо развијен и ослоњен на скромну лаку индустрију и пољопривредно залеђе.

## Галерија
- Симбол града — Киренијски замак
- Детаљ из старе луке
- Старе куће изнад луке са џамијом у залеђу